# Ultra Balloon
Ultra Ballon fue un juego desarrollado por la empresa surcoreana SunA lanzado en 1996. Tiene cierto parecido con Bubble Bobble y Snow Bros.

## Gameplay
Una princesa de un mundo de juguete es secuestrada por un monstro por lo que un pequeño súbdito decide ir en su rescate. Para eso se convertirá en una especie de pingüino el cual lanzará burbujas con las que encerrará sus enemigos que encontrará a través de los diversos niveles, una vez ya encerrados derrotarlos haciendo estallar las burbujas al golpearlas.
El juego tiene ocho niveles y en cada nivel tendrá que terminar con todos los enemigos y luego en afrentar a un jefe el cual tiene secuestrada a la princesa, sin embargo al derrotar a cada jefe la princesa es secuestrada de nuevo por el monstruo y se deberá pasar al siguiente nivel donde tendrá que repetirse misma mecánica que en el nivel anterior. Son ocho los niveles y al finalizar el octavo nivel con su último jefe la princesa es rescatada.

## Música
- Nivel 1: La polca del clarinete.
- Nivel 2: Pipeline de Brian Carman y Bob Spickard.
- Nivel 3: Serenata #3 en G mayor de Mozart.
- Nivel 4: Obertura de "Guillermo Tell" de Rossini.
- Nivel 5: Palomitas de maíz (Popcorn) de Gershon Kingsley.
- Nivel 6: Bailando alrededor de la montaña (She'll Be Coming Around The Mountain).
- Nivel 7: Bolero de Ravel.
- Nivel 8: La polca del clarinete.
- Jefe 1: Danza húngara #1 de Brahms.
- Jefe 2: Tequila de Daniel Flores.
- Jefe 3: You in my imagination (상상속에 너) de Kim Chang-hwan (김창환) y popularizada por Noise (노이즈).
- Jefe 4: Marcha de los toreadores de "Carmen" de Bizet.
- Jefe 5: Danza húngara #1 de Brahms.
- Jefe 6: Tequila de Daniel Flores.
- Jefe 7: You in my imagination (상상속에 너) de Kim Chang-hwan (김창환) y popularizada por Noise (노이즈).
- Jefe 8: Marcha de los toreadores de "Carmen" de Bizet.
- Al final nivel: Gran Marcha de "Aida" de Verdi.
- Al iniciar nivel: Danubio Azul de Strauss.
- Bonus: Danza húngara #1 de Brahms.